# Chudykowce
Chudykowce (ukr. Худиківці) – wieś na Ukrainie w rejonie czortkowskim należącym do obwodu tarnopolskiego.
W okresie międzywojennym stacjonowała w miejscowości placówka Straży Celnej „Chudykowce”.
Do 2020 w rejonie borszczowskim.